# Ле-Плесси-Бельвиль
Ле-Плесси-Бельвиль (фр. Le Plessis-Belleville) — коммуна на севере Франции, регион О-де-Франс, департамент Уаза, округ Санлис, кантон Нантёй-ле-Одуэн. Расположена в 41 км к югу от Компьеня и в 42 км к северо-востоку от Парижа, в 1 км от национальной автомагистрали N2. На территории коммуны расположен одноименный аэропорт. За западе коммуны находится железнодорожная станция Ле-Плесси-Бельвиль линии Плен-Сен-Дени―Ирсон.
Население (2018) — 3 620 человек.

## Достопримечательности
- Церковь Святого Иоанна Крестителя XIX века

## Экономика
Структура занятости населения:
- сельское хозяйство — 0,4 %
- промышленность — 6,5 %
- строительство — 2,3 %
- торговля, транспорт и сфера услуг — 81,7 %
- государственные и муниципальные службы — 9,2 %

Уровень безработицы (2017) — 9,1 % (Франция в целом — 13,4 %, департамент Уаза — 13,8 %). 

Среднегодовой доход на 1 человека, евро (2018) — 23 920 (Франция в целом — 21 730, департамент Уаза — 22 150).

## Демография
Динамика численности населения, чел.

## Администрация
Пост мэра Ле-Плесси-Бельвиля с 2001 года занимает Доминик Смагин (Domminique Smagine). На муниципальных выборах 2020 года возглавляемый им список победил в 1-м туре, получив 53,28 % голосов.
| Период | Период | Фамилия        | Партия                  | Примечания                   |
| ------ | ------ | -------------- | ----------------------- | ---------------------------- |
| 1977   | 2001   | Даниэль Ватье  | Социалистическая партия |                              |
| 2001   |        | Доминик Смагин | Разные левые            | работник службы эксплуатации |

## Галерея

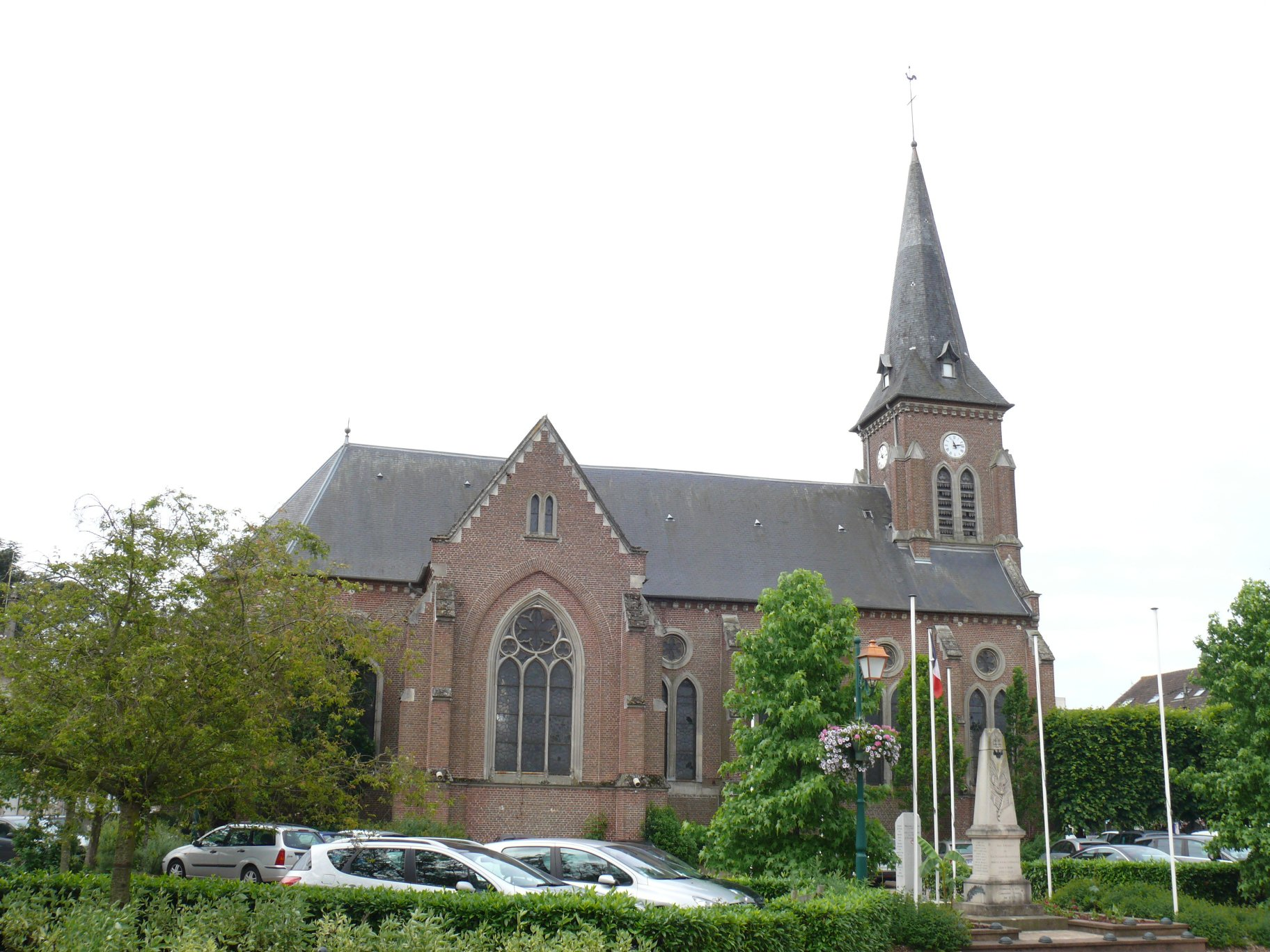
Церковь Святого Иоанна Крестителя
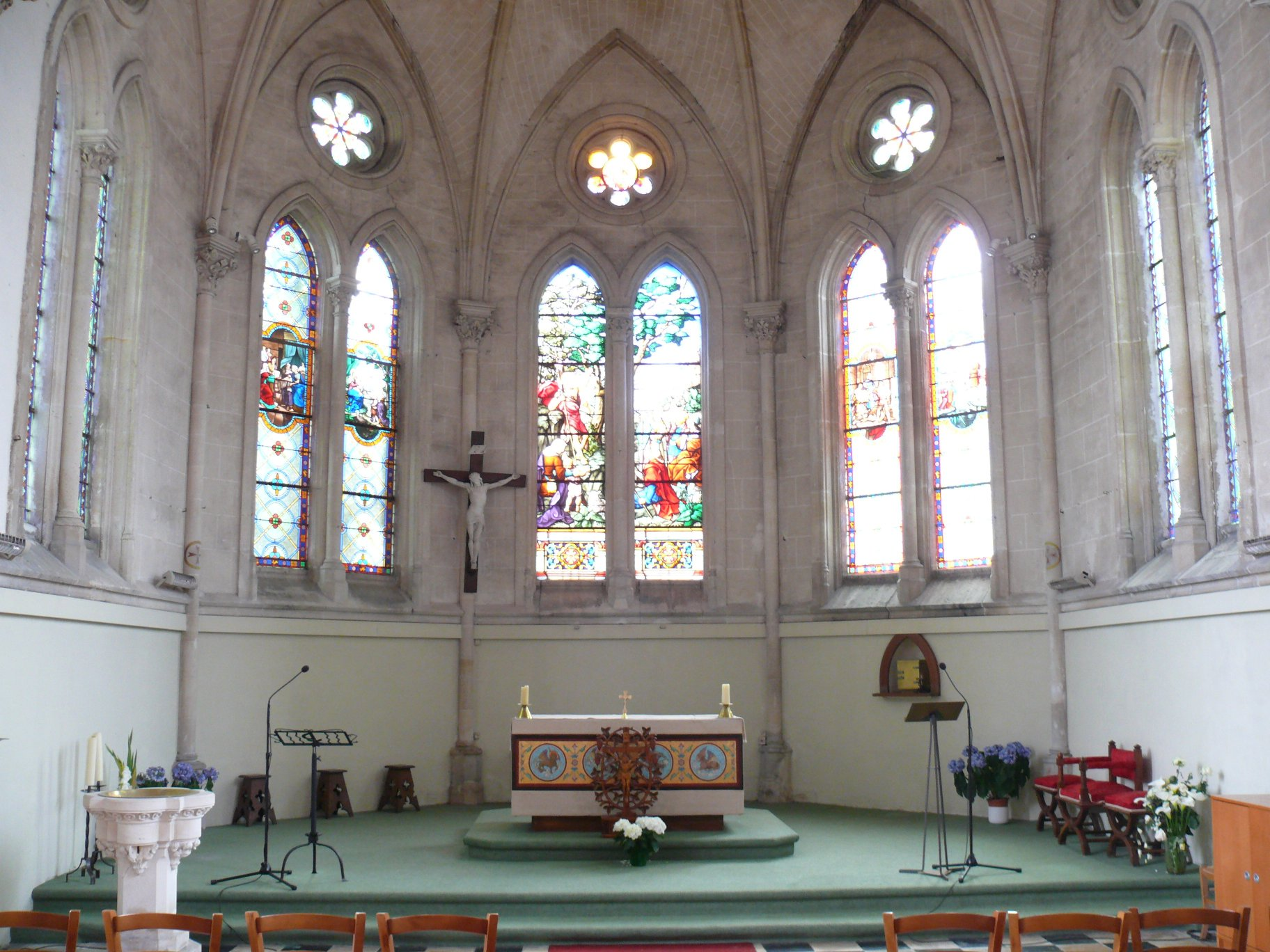
Церковь Святого Иоанна Крестителя (интерьер)
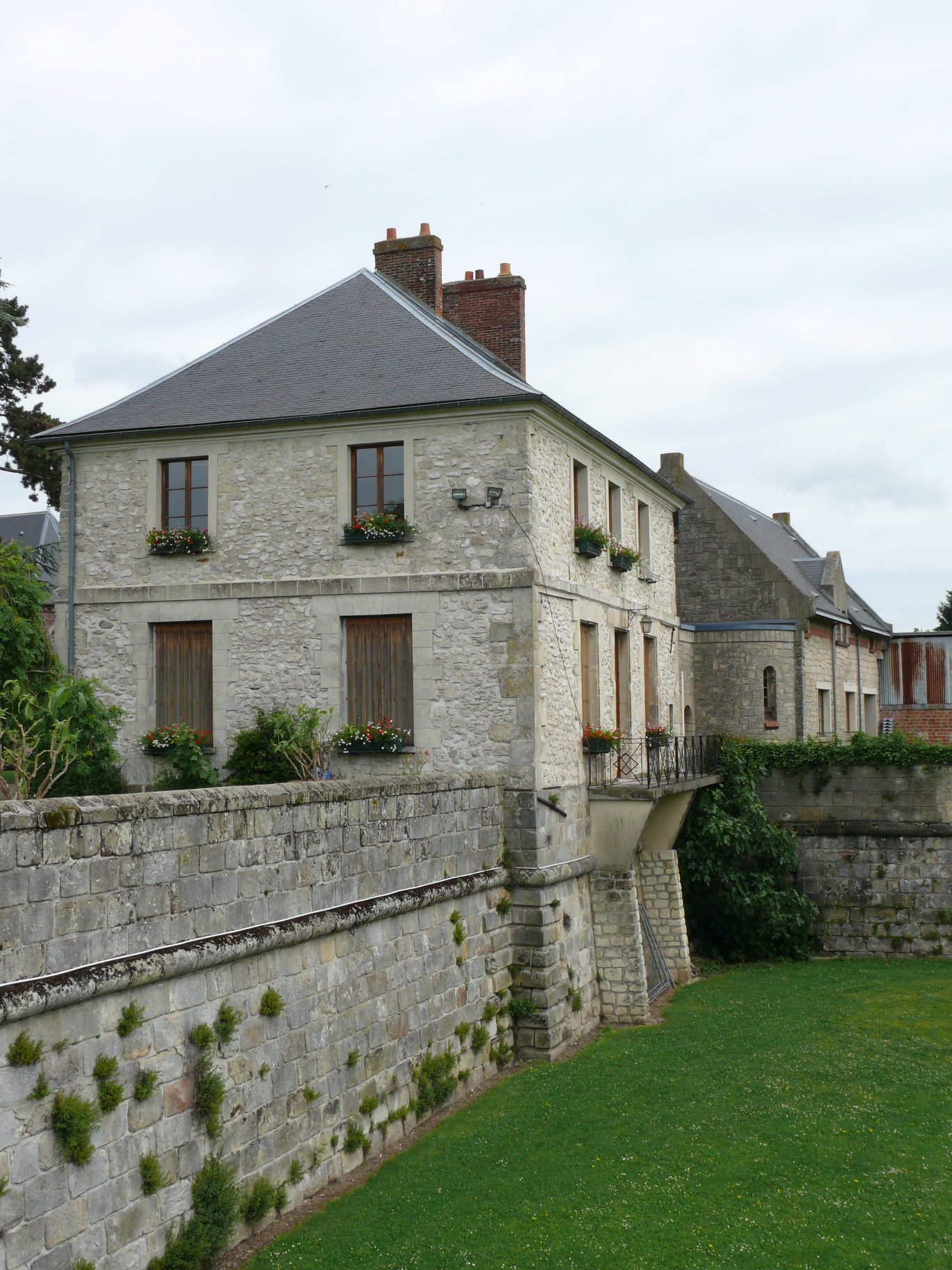
Остаток стен и ров бывшего замка Плесси-Бельвиль

1. 1 2  база данных о французских коммунах — Национальный географический институт Франции, 2015.